# Giovanni Porta
Giovanni Porta (1675? Benátky – 21. června 1755 Mnichov) byl italský hudební skladatel.

## Život
Giovanni Porta studoval v Benátkách u Francesca Gaspariniho. V letech 1706–1710 působil pravděpodobně u dvora kardinála Pietra Ottoboniho v Římě. V dubnu roku 1710 se oženil s Leonorou Zanchi, se kterou měl tři děti. V letech 1710–1711 byl kapelníkem v katedrále ve Vincenze a od roku 1714 do roku 1716 zastával stejnou pozici v katedrále ve Veroně. Vrátil se do Benátek a v několika příštích letech pracoval především jako operní skladatel. V letech 1726–1737 byl také sbormistrem v klášteře a sirotčinci Ospedale della Pietà. V této funkci zkomponoval mnoho chrámových skladeb pro ženský sbor a orchestr.
Neúspěšně se pokoušel získat místo učitele skladby v Ospedale dei Derelitti a kapelníka v bazilice svatého Marka. Proto v roce 1737 odešel do Mnichova ke dvoru kurfiřta Karla VII. Albrechta, kde zůstal až do své smrti. Jeho manželka zemřela pravděpodobně v únoru 1742. O sedm let později seznovu oženil s vdovou se dvěma dětmi. Po jeho smrti v roce 1755 převzal místo u kurfiřtského dvora Andrea Bernasconi.

## Dílo
V letech 1716 až 1738 Porta zkomponoval pro divadla v Benátkách, Římě, Londýně, Miláně, Neapoli, Florencii, Bologni, Mantově a Mnichově na 30 oper, včetně několika dalších ve spolupráci s jinými skladateli, jako byli např. Francesco Gasparini a Tomaso Albinoni. Mezi jeho libretisty byli mimo jiné Apostolo Zeno (7 oper), Pietro Metastasio (4) a Domenico Lalli (4). V úplnosti se dochovaly pouze čtyři opery:
- L'Argippo (Lalli), Benátky 1717
- Farnace (Lucchini), Bologna 1731
- Gianguir (Zeno), Milán 1732
- Ifigenia v Aulidě (Zeno), Mnichov 1738

Ze 13 dalších oper jsou známé alespoň jednotlivé árie, z ostatních pouze libreta. Autorství opery Artaserse (Mnichov, 1739) není jisté.
Kromě oper zkomponoval minimálně šest jiných jevištních děl, včetně tří kantát a oratoria. Portovy chrámové skladby zahrnují nejméně 103 žalmů, 19 mší, 18 Magnificat, osm motet, pět Credo, čtyři pašije, tři Miserere, dvě Tantum ergo, Te Deum a další jednotlivá díla.